# 南生田
南生田（みなみいくた）は、神奈川県川崎市多摩区の地名。現行行政地名は南生田1丁目から南生田8丁目。住居表示実施済区域。

## 地理
多摩区の南西部に位置し、北西に西生田、北に栗谷、北東に三田、東と南に長沢、西に麻生区東百合丘と接している。

### 地価
住宅地の地価は、2024年（令和7年）1月1日の公示地価によれば、南生田1丁目16-10の地点で18万6000円/m²、南生田4丁目16-9の地点で18万3000円/m²となっている。

## 歴史

### 沿革
- 1977年（昭和52年）2月28日 - 土地区画整理事業[8]と住居表示の実施に伴い、生田の一部を分離し、南生田1丁目から南生田4丁目を新設。
- 1982年（昭和57年）5月31日 - 住居表示の実施に伴い、生田の一部を分離し、南生田5丁目から南生田8丁目を新設し、一部を南生田2丁目、4丁目に編入[5][9]。

## 世帯数と人口
2025年（令和7年）6月30日現在（川崎市発表）の世帯数と人口は以下の通りである。南生田8丁目は全域が春秋苑とその関連施設であるため住民登録している住民はいない。
| 丁目        | 世帯数    | 人口     |
| ----------- | --------- | -------- |
| 南生田1丁目 | 972世帯   | 2,011人  |
| 南生田2丁目 | 1,168世帯 | 2,762人  |
| 南生田3丁目 | 232世帯   | 508人    |
| 南生田4丁目 | 907世帯   | 1,847人  |
| 南生田5丁目 | 532世帯   | 1,076人  |
| 南生田6丁目 | 778世帯   | 1,514人  |
| 南生田7丁目 | 689世帯   | 1,354人  |
| 計          | 5,278世帯 | 11,072人 |

### 人口の変遷
国勢調査による人口の推移。
| 年                 | 人口   |
| ------------------ | ------ |
| 1995年（平成7年）  | 10,603 |
| 2000年（平成12年） | 10,722 |
| 2005年（平成17年） | 11,073 |
| 2010年（平成22年） | 11,133 |
| 2015年（平成27年） | 11,035 |
| 2020年（令和2年）  | 11,153 |

### 世帯数の変遷
国勢調査による世帯数の推移。
| 年                 | 世帯数 |
| ------------------ | ------ |
| 1995年（平成7年）  | 3,830  |
| 2000年（平成12年） | 4,123  |
| 2005年（平成17年） | 4,349  |
| 2010年（平成22年） | 4,536  |
| 2015年（平成27年） | 4,691  |
| 2020年（令和2年）  | 4,892  |

## 学区
市立小・中学校に通う場合、学区は以下の通りとなる（2022年3月時点）。
| 丁目        | 番・番地等        | 小学校               | 中学校               |
| ----------- | ----------------- | -------------------- | -------------------- |
| 南生田1丁目 | 全域              | 川崎市立南生田小学校 | 川崎市立南生田中学校 |
| 南生田2丁目 | 1～20番 28番      | 川崎市立南生田小学校 | 川崎市立南生田中学校 |
| 南生田2丁目 | 21～27番 29～31番 | 川崎市立長沢小学校   | 川崎市立長沢中学校   |
| 南生田3丁目 | 全域              | 川崎市立南生田小学校 | 川崎市立南生田中学校 |
| 南生田4丁目 | 1～18番           | 川崎市立南生田小学校 | 川崎市立南生田中学校 |
| 南生田4丁目 | 19～25番          | 川崎市立長沢小学校   | 川崎市立長沢中学校   |
| 南生田5丁目 | 全域              | 川崎市立南生田小学校 | 川崎市立南生田中学校 |
| 南生田6丁目 | 全域              | 川崎市立南生田小学校 | 川崎市立南生田中学校 |
| 南生田7丁目 | 全域              | 川崎市立南生田小学校 | 川崎市立南生田中学校 |
| 南生田8丁目 | 全域              | 川崎市立南生田小学校 | 川崎市立南生田中学校 |

## 事業所
2021年（令和3年）現在の経済センサス調査による事業所数と従業員数は以下の通りである。
| 丁目        | 事業所数  | 従業員数 |
| ----------- | --------- | -------- |
| 南生田1丁目 | 15事業所  | 70人     |
| 南生田2丁目 | 25事業所  | 131人    |
| 南生田3丁目 | 17事業所  | 199人    |
| 南生田4丁目 | 56事業所  | 632人    |
| 南生田5丁目 | 23事業所  | 213人    |
| 南生田6丁目 | 22事業所  | 62人     |
| 南生田7丁目 | 18事業所  | 65人     |
| 南生田8丁目 | 7事業所   | 112人    |
| 計          | 183事業所 | 1,484人  |

### 事業者数の変遷
経済センサスによる事業所数の推移。
| 年                 | 事業者数 |
| ------------------ | -------- |
| 2016年（平成28年） | 196      |
| 2021年（令和3年）  | 183      |

### 従業員数の変遷
経済センサスによる従業員数の推移。
| 年                 | 従業員数 |
| ------------------ | -------- |
| 2016年（平成28年） | 1,163    |
| 2021年（令和3年）  | 1,484    |

## 施設
- 神奈川県立百合丘高等学校
- 川崎市立南生田中学校

## その他

### 日本郵便
- 郵便番号 : 214-0036[3]（集配局 : 登戸郵便局[20]）

### 警察
町内の警察の管轄区域は以下の通りである。
| 町丁        | 番・番地等 | 警察署     | 交番・駐在所 |
| ----------- | ---------- | ---------- | ------------ |
| 南生田1丁目 | 全域       | 多摩警察署 | 長沢交番     |
| 南生田2丁目 | 全域       | 多摩警察署 | 長沢交番     |
| 南生田3丁目 | 全域       | 多摩警察署 | 長沢交番     |
| 南生田4丁目 | 全域       | 多摩警察署 | 長沢交番     |
| 南生田5丁目 | 全域       | 多摩警察署 | 長沢交番     |
| 南生田6丁目 | 全域       | 多摩警察署 | 長沢交番     |
| 南生田7丁目 | 全域       | 多摩警察署 | 長沢交番     |
| 南生田8丁目 | 全域       | 多摩警察署 | 長沢交番     |